# L'exception qui confirme la règle

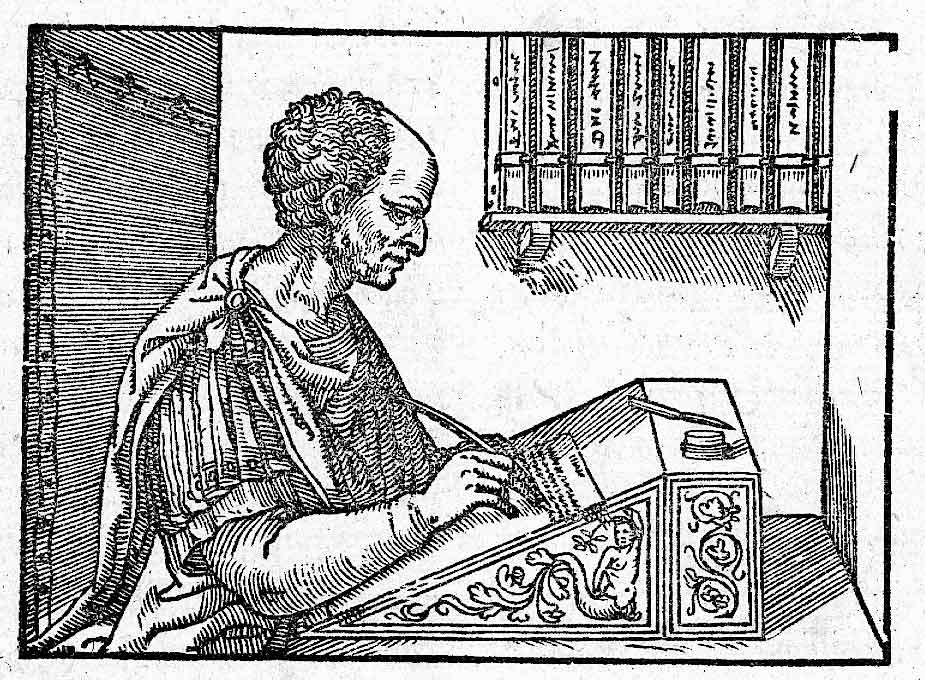
Représentation de Cicéron dans un ouvrage vénitien du XVI.

« L'exception qui confirme la règle » est une expression courante, le plus souvent mal comprise donc mal utilisée. Elle signifie que la présence d'une exception peut confirmer la présence d'une règle générale (puisqu'il ne peut pas y avoir d'exception à une règle qui n'existe pas), et non pas que la présence d'une exception confirme la validité d'une règle (en recherche scientifique, il serait par exemple inconcevable d'énoncer que des mesures qui s'écartent d'une règle ou d'une loi confirment cette règle ou cette loi ; ce serait naturellement le contraire).
Cette expression provient de la sentence de droit latin Exceptio probat regulam in casibus non exceptis, c'est-à-dire « L’exception confirme la règle dans les cas non exclus », souvent raccourcie en Exceptio probat regulam, qui peut se comprendre comme « l'exception doit être traitée comme le prévoit la règle, sauf si elle appartient à la liste des exceptions explicitement mentionnées ».
Cette sentence provient de la défense de Lucius Cornelius Balbus par Cicéron, qui déclara Quod si exceptio facit ne liceat, ubi non sit exceptum, ibi necesse est licere.

## Exemples d'utilisation
Un exemple de bonne utilisation : « Ce magasin est fermé le week-end ». Dans ce cas, la règle que l'on peut déduire de l'exception est que « ce magasin est ouvert en semaine ».
Autre exemple d'utilisation correcte : un contrat d'assurance peut mentionner une série d'exceptions qui le rendent caduc ; mais un événement exceptionnel qui n'appartient pas à cette série d'exceptions explicitement mentionnées « confirmera » que ce sont les règles usuelles du contrat qui doivent s'appliquer.
On utilise aussi souvent l'expression pour exprimer le fait que l'existence d'une exception est bien la preuve qu'il existe une règle, non pas universelle (sans exception) mais générale (tolérant un certain nombre d'exceptions). Ainsi, une chaude  journée d'hiver sera considérée comme l'exception qui confirme la règle (selon laquelle il fait généralement froid en hiver). L'expression prend alors un sens plus proche de « Une fois n'est pas coutume ».
Un exemple de mauvaise utilisation : la règle « Aristide arrive toujours en retard » connaîtra une exception si un jour « Aristide arrive à l'heure ». La ponctualité d'un jour montrera que la règle du retard systématique est nulle et non avenue, même en ayant recours à l'expression « C'est l'exception qui confirme la règle ».
Une façon simple de ne pas se tromper peut être de faire comme Ambrose Bierce dans son Dictionnaire du Diable, où l'auteur souligne que « probat » signifie aussi « mettre à l'épreuve », « tester », et donc « éprouver » ; ainsi, « L'exception qui confirme la règle » se transforme en « L'exception qui met à l'épreuve la règle ».